# Кавист
Кавист (фр. caviste «рабочий, смотритель погреба»; от фр. cave «погреб») — специалист по алкоголю, занимающийся продажей в специализированных магазинах.

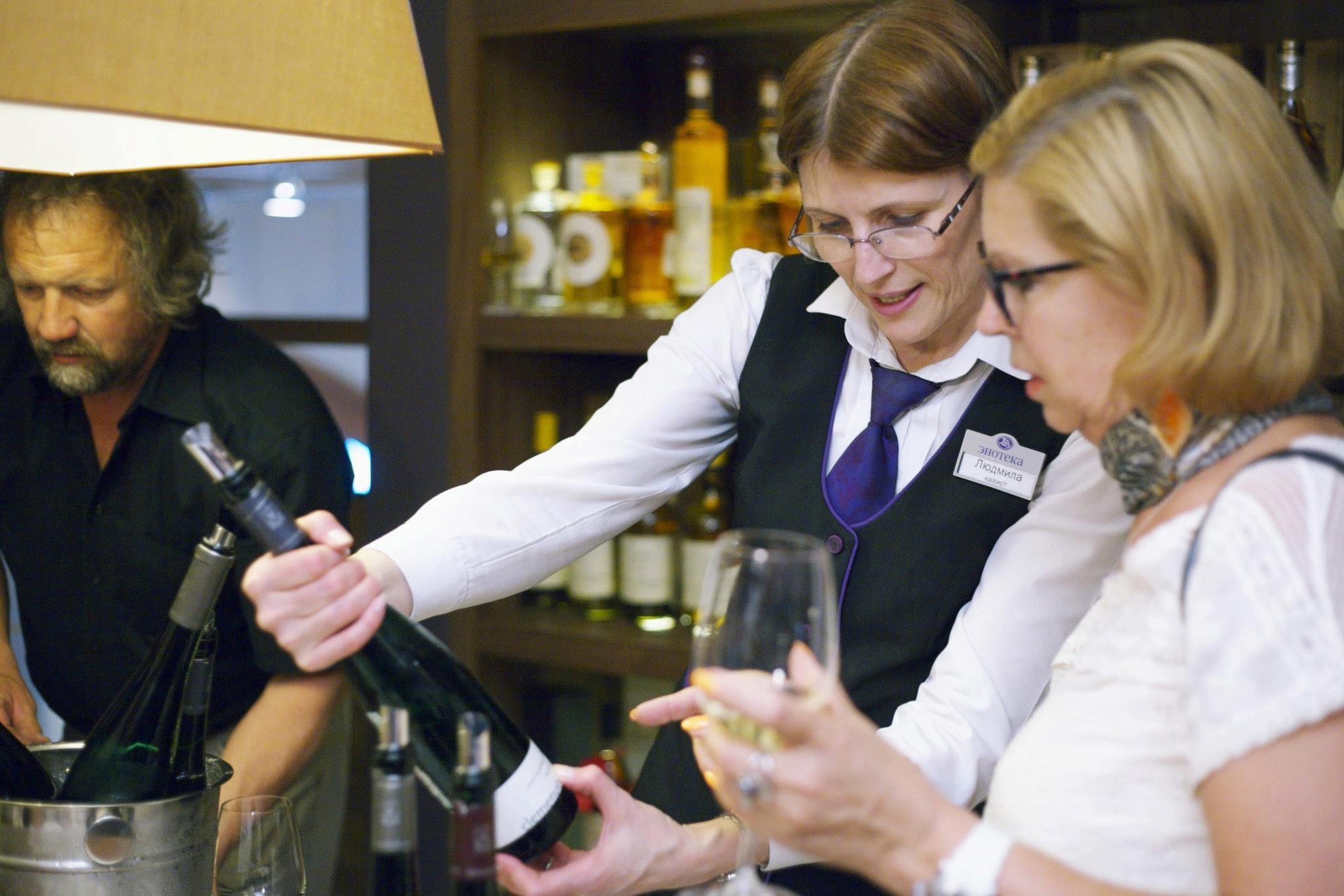
Кавист общается с клиентом

## Особенности профессии
В обязанности кависта входят не только знание различных алкогольных напитков и правил их употребления, но и умение подбирать их под конкретное блюдо, вкус клиента. Как правило, должности кавистов вводятся в штат магазинов, специализирующихся на продаже элитной алкогольной продукции.
Потребность в профессиональных консультантах, разбирающихся в вине, возникла в России с появлением первых винных бутиков. В отличие от обычных магазинов и супермаркетов, ориентированных на массового потребителя, винные бутики сделали упор на более искушённую аудиторию.

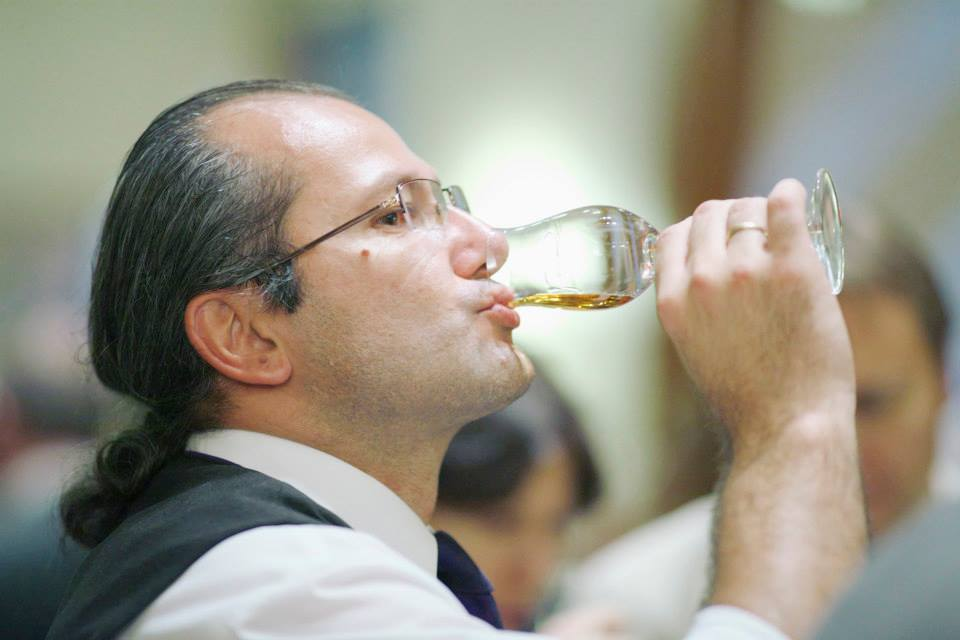
Дегустация

В профессиональных кругах всё ещё бытует скептическое отношение к термину кавист — вместо этого неологизма многие специалисты предпочитают использовать более привычные определения продавец-консультант или менеджер по продаже алкогольной продукции.
Кавист действительно является продавцом-консультантом, однако, у него есть одно очень важное отличие — узкая специализация, а именно — торговля элитным алкоголем. К кавистам предъявляются гораздо более высокие требования – в том, что касается навыков общения и уровня специального образования.
Дегустационный опыт кависту гораздо менее принципиален, чем сомелье, гораздо важнее наличие глубоких знаний о типах продаваемых вин, странах и регионах производства, наилучших годах, различных рейтингах и прочих наградах вина.
Общение с клиентом — это неотъемлемая часть работы кависта. Кавист должен уметь поддерживать беседу и вести её на высоком профессиональном уровне. Обычно в бутики приходит значительно более искушённый покупатель, чем в магазин шаговой доступности, и, выбирая вино и обращаясь за советом к сотруднику магазина, клиент рассчитывает услышать профессиональные рекомендации.
Как отмечает профессиональный Союз виноторговцев Франции в настоящее время растёт число розничных магазинов, специализирующихся на продаже вин среднего и высокого ценового сегмента, и серьёзно повышаются требования покупателей к знанию о том, какое именно вино предлагается им к покупке. Продавцы вина больше не являются такими же продавцами, как продавцы овощей, фруктов, мяса или зелени, от них требуются серьёзные знания по происхождению вина, об особенностях его производства, органическом характере и других характеристиках. В итоге более 18% французов, участвовавших в 2016 году в опросе Союза на тему того, как они покупают вино, сообщили, что выбирают ту или иную бутылку по консультации знакомого им на протяжении нескольких лет сотрудника магазина.

## Кависты в России

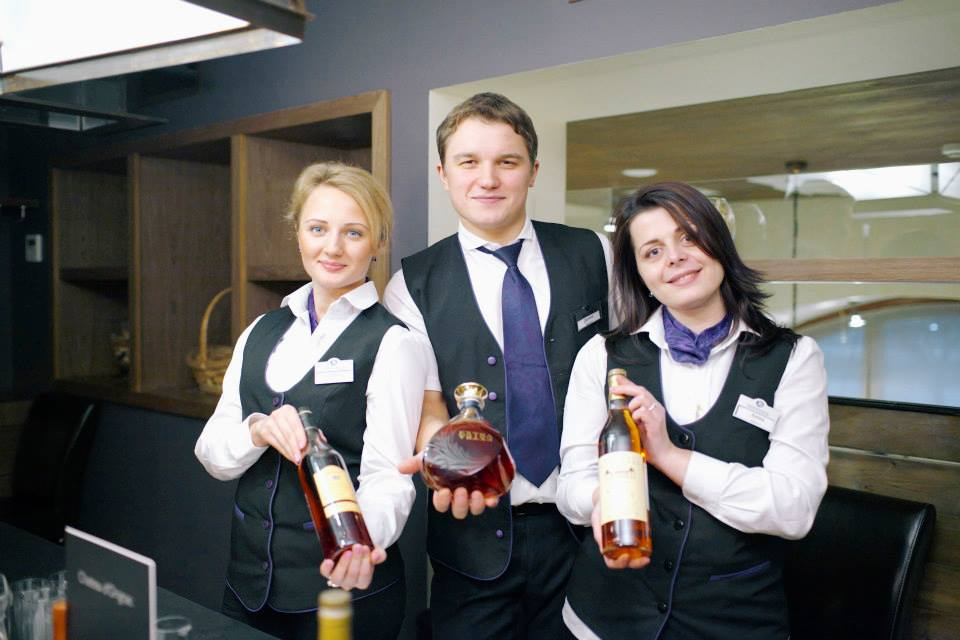
Кависты

Сегодня в России уже сформировался рынок кавистов, имена профессионалов известны, и между бутиками даже стала наблюдаться борьба за лучшие кадры. Спрос на представителей молодой профессии сейчас намного превышает предложение, — и это в то время как специальность кависта ежегодно выбирают всё больше выпускников специализированных школ сомелье. Следуя этой тенденции, почти все отечественные школы сомелье создали специальные курсы для подготовки сотрудников винных бутиков — кавистов.
В  2017 г. в России была основана Ассоциация кавистов России, которая структурно является подразделением Российской ассоциации сомелье. В том же году был учреждён и проведён ежегодный профессиональный конкурс кавистов, в котором участвовали сотрудники винных компаний, бутиков и магазинов из более чем 10 различных регионов России. Победителями конкурса стали:
- 1-е место – Виктор Сухорученков (Москва, Метро кэш энд керри);
- 2-е место – Ксения Ковчина (Москва, Метро кэш энд керри);
- 3-е место – Татьяна Анохина (Москва, Винный дом Каудаль).

После начала пандемии новой коронавирусной инфекции COVID-19 значительное количество людей стало страдать паросмией – нарушением обоняния и вкуса. Переболевшие люди зачастую отмечают, что даже хорошо знакомые вина приобретают для них новые, часто неприятные оттенки запаха.  В связи с этим некоторые компании, в частности виноторговая компания SimpleWine, объявила об открытии специальной вакансии "кависта с искажёнными обонянием и вкусом после COVID-19" для формирования максимально полного понимания того, как именно может измениться восприятие вина и разработки рекомендаций для остальных сотрудников винотек по консультации людей с подобными проблемами.